# 바닐라기분!
《바닐라 기분!》(일본어: バニラ気分! 바니라키분![*])은 일본 후지 TV에서 2005년 4월 9일부터 2009년 9월 26일까지 매주 토요일 낮에 방송된 버라이어티 쇼이다.

## 프로그램 구성
- 2부로 구성되어 있으며 프로그램이 시작되는 12시부터 12시 59분까지 마쓰다이라 켄이, 12시 59분부터 1시 30분까지 일본의 아이돌 그룹 아라시가 진행하고 있다.